# 摔角擂台

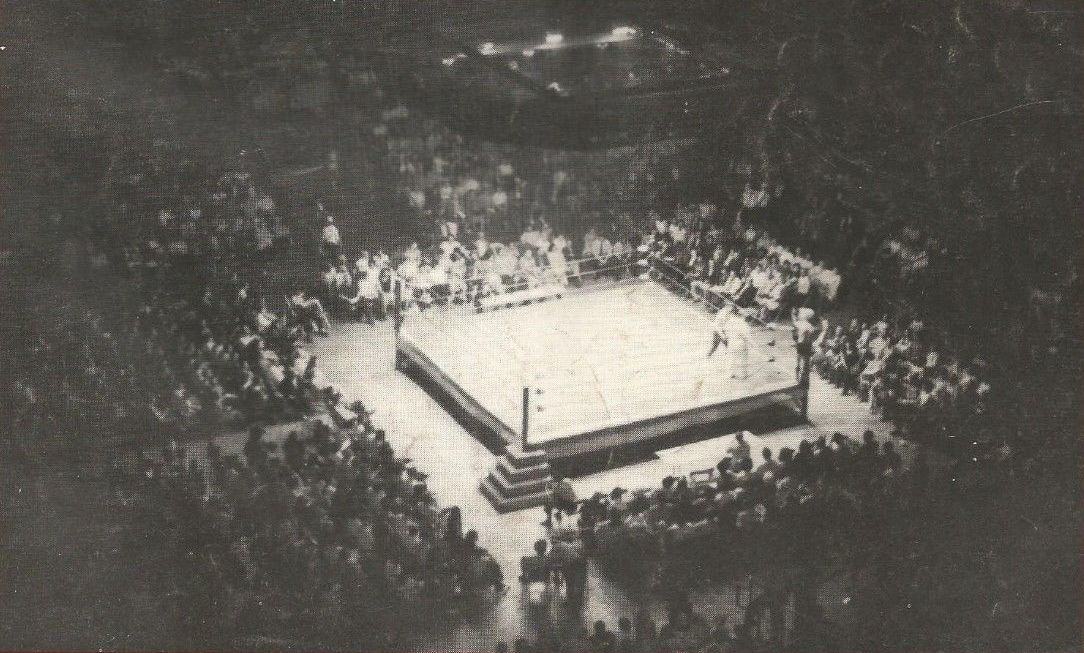
摔角擂台

摔跤擂台是職業摔角比赛的場地，常規的摔角擂台呈正方形。不過也有其他形狀的摔角擂台，例如六邊形的摔角擂台。雖然摔跤擂台與拳击擂台比較相似，但它還是比拳击擂台要小。 